# Okręg wyborczy Doncaster
Okręg wyborczy Doncaster powstał w 1885 r. i wysyłał do brytyjskiej Izby Gmin jednego deputowanego. Okręg obejmował miasto Doncaster. Został zlikwidowany w 1983 r.

## Deputowani do brytyjskiej Izby Gmin z okręgu Doncaster
- 1885–1888: Walter Shirley, Partia Liberalna
- 1888–1892: William Wentworth-Fitzwilliam, Liberalni Unioniści
- 1892–1895: Charles Fleming, Partia Liberalna
- 1895–1906: Frederick Fison, Partia Konserwatywna
- 1906–1918: Charles Nicholson, Partia Liberalna
- 1918–1922: Reginald Nicholson, Partia Liberalna
- 1922–1931: Wilfred Paling, Partia Pracy
- 1931–1935: Hugh Molson, Partia Konserwatywna
- 1935–1938: Alfred Short, Partia Pracy
- 1938–1941: John Morgan, Partia Pracy
- 1941–1950: Evelyn Walkden, Partia Pracy
- 1950–1951: Ray Gunter, Partia Pracy
- 1951–1964: Anthony Barber, Partia Konserwatywna
- 1964–1983: Harold Walker, Partia Pracy